# Melissa Panarello
Melissa Panarello, nota anche con lo pseudonimo di Melissa P. (Catania, 3 dicembre 1985), è una scrittrice italiana.

## Biografia
Nata a Catania, ma cresciuta nel vicino comune di Aci Castello, ha frequentato il locale liceo classico Mario Cutelli. Esordì come scrittrice nel 2003, a soli 17 anni, con il romanzo erotico 100 colpi di spazzola prima di andare a dormire, risultato essere uno straordinario successo editoriale, paragonabile nella storia dell'editoria italiana soltanto al successo riscontrato dal romanzo autobiografico Volevo i pantaloni della sua corregionale Lara Cardella nel 1989. Definito un testo d'impostazione semiautobiografica, 100 colpi di spazzola prima di andare a dormire, a tutt'oggi, resta il libro più venduto e controverso dell'autrice e venne distribuito con successo in 42 nazioni.
Nel 2005 pubblicò il suo secondo romanzo, L'odore del tuo respiro. Nello stesso anno, uscì la trasposizione cinematografica del suo libro d'esordio, Melissa P., prodotto da Francesca Neri e diretto da Luca Guadagnino, da cui però la giovane autrice prese polemicamente le distanze, non riconoscendola un'opera conforme alla poetica del testo originale.
Nell'aprile del 2006 pubblicò la sua terza opera, In nome dell'amore: il libro, impostato come se si trattasse d'una lettera aperta al cardinale Camillo Ruini (all'epoca presidente della CEI), si pone quale un libello contro la Chiesa cattolica e la sua ingerenza nella politica dello Stato italiano.
Nel 2010 diede alle stampe il suo quarto libro, il romanzo Tre, il primo ad essere pubblicato con Giulio Einaudi Editore dopo la rottura con il precedente editore Fazi, e partecipò alla quarta ed ultima edizione del talk show Victor Victoria, trasmesso su LA7, affiancando la conduttrice Victoria Cabello, la cantante Arisa e la comica Geppi Cucciari. A partire dal 2011 curò la rubrica di astrologia del settimanale Grazia e, il 20 gennaio di quello stesso anno, prese parte come inviata speciale alla trasmissione di Italia Uno Mistero. Nel frattempo collaborò in qualità d'editorialista ed opinionista con i settimanali e quotidiani Sette, Max, Gli Altri, Il Fatto Quotidiano e il Giornale.
Ancora nel 2011 pubblicò il suo sesto libro, In Italia si chiama amore, un libro-inchiesta sul sesso e gli italiani nata dalla collaborazione con il periodico Sette, e nel febbraio dello stesso anno realizzò in collaborazione con la street artist e pittrice romana Alice Pasquini il romanzo grafico Vertigine. Nel 2013 pubblicò il suo quarto romanzo, La bugiarda, con Fandango. Sulla falsariga della sua scoperta vocazione d'astrologa, nel 2014 diede invece alle stampe il suo libro 2015 - Un anno d'amore, oroscopo sentimentale per ragazze sveglie, un compendio d'oroscopi per l'anno venturo rivolto essenzialmente ad un pubblico femminile.
Nel febbraio del 2015 è stata una dei concorrenti della decima edizione del reality show L'isola dei famosi, in onda su Canale 5. Uscì dopo 22 giorni, nel corso della quarta puntata, con il 62% dei voti.
Prese poi parte al docu-film Lunàdigas, uscito nelle sale cinematografiche italiane nel 2016, in cui diede una sua testimonianza sulla scelta di avere o meno dei figli, riportando la sua esperienza di "figlia non voluta".
Nell'aprile dello stesso anno venne dato alle stampe il suo romanzo Il primo dolore, pubblicato con la società editrice La nave di Teseo. Nel novembre del 2020 costituì l'agenzia letteraria PAL - Piccola Agenzia Letteraria.
Nel 2024 il suo romanzo “Storia dei miei soldi”, Bompiani, è stato candidato al Premio Strega.

## Vita privata
Nel dicembre 2022 sposa il suo convivente, lo scrittore Matteo Trevisani con rito zen. La coppia ha due figli.

## Opere letterarie

### Romanzi
- 100 colpi di spazzola prima di andare a dormire, Roma, Fazi, 2003. ISBN 88-8112-425-4.
- L'odore del tuo respiro, Roma, Fazi, 2005. ISBN 88-8112-628-1.
- Tre, Torino, Einaudi, 2010. ISBN 978-88-06-20279-8.
- La bugiarda, Roma, Fandango Libri, 2013, ISBN 978-8860443908
- Il primo dolore, Milano, La nave di Teseo, 2019, ISBN 978-8893448413
- Cuori Arcani, Milano, Mondadori, 2020, ISBN 978-8804721819
- Gli strani gatti di Brunilde Saltamerenda, Electa Kids, 2022 ISBN 9788891835635
- Storia dei miei soldi, Bompiani, 2024,  ISBN 978-8830110052

### Graphic novel
- Vertigine, con i disegni di Alice Pasquini, Milano, Bur Rizzoli, 2011, ISBN 978-88-17-02838-7.

### Saggistica
- In nome dell'amore, Roma, Fazi, 2006. ISBN 88-8112-730-X.
- In Italia si chiama amore, Milano, Bompiani, 2011. ISBN 978-88-452-6786-4.
- 2015 - Un anno d'amore, oroscopo sentimentale per ragazze sveglie, Milano, Mondadori, 2014
- Lisa Morpurgo, Roma, Perrone, 2021, ISBN 978-8860046109

### Albi illustrati
- La palla, Roma, Gallucci Editore, 2023 ISBN 9791222103235

### Altri scritti
- Presentazione di Mallanaga Vatsyayana, Kamasutra, Roma, Newton Compton, 2008. ISBN 978-88-541-1004-5
- Prefazione a Alison Bechdel, Dykes. Lesbiche/lelle/invertite. [storie di tipe toste, amore, sesso, politica nell'America di oggi], Milano, BUR, 2009. ISBN 978-88-17-03277-3
- Girl power, planner per diventare te stessa, Demetra, Firenze, 2023. ISBN 978-88-440-8022-8

## Film tratti dai suoi romanzi
- Melissa P., regia di Luca Guadagnino (2005)

## Televisione
- Victor Victoria - Niente è come sembra (LA7, 2010) cartomante
- Mistero (Italia 1, 2011) inviata speciale
- L'isola dei famosi (Canale 5, 2015) concorrente
- Detto fatto (Rai 2, 2016) tutor
- Io e te di notte (Rai 1, 2019) opinionista

## Podcast
- Love stories, 2019, 2020, 2021
- C'era una volta e c'è ancora 2020
- Pornazzi, 2022, 2023